# Tautumeitas
Tautumeitas é uma banda letã de folk e música do mundo formada em 2015. A banda é composta por cinco mulheres vocalistas e instrumentistas. Representaram a Letónia no Festival Eurovisão da Canção de 2025 com a canção «Bur man laimi».

## História
As Tautumeitas alcançaram a fama em 2017 com o lançamento do álbum Lai māsiņa rotājās! em colaboração com a banda letã Auļi. O álbum de 13 faixas, dedicado a noivados e casamentos, é inspirado na música folclórica tradicional da região do Báltico. O álbum recebeu o prémio de melhor álbum folk nos Prémios Anuais de Gravação de Música da Letónia de 2017.  No ano seguinte, as Tautumeitas lançaram o seu álbum de estreia homónimo.

## Festival Eurovisão da Canção
Em novembro de 2024, foram confirmadas entre os 20 participantes do Supernova 2025, o show que seleciona o representante da Letónia para o Festival Eurovisão da Canção. O grupo interpretou o seu single inédito intitulado «Bur man laimi». Depois de passarem as meias-finais a 1 de fevereiro de 2025, obtiveram o maior número de pontos na noite final, a 8 de fevereiro de 2025, e venceram o festival, também tornaram-se as representantes da Letónia na Eurovisão de 2025, em Basileia, na Suíça.

## Discografia

### Álbuns
- 2017 – Lai māsiņa rotājās! (com os Auļi)
- 2018 – Tautumeitas
- 2019 – Dziesmas no Aulejas
- 2022 – Skrejceļš

### Singles
- 2017 – Lai māsiņa rotājās! (com os Auļi)
- 2021 – Guli Guli
- 2022 – Muoseņa (com Renārs Kaupers)
- 2024 – Spodrē manu augumiņu
- 2024 – Danco, Jāni
- 2024 – Kas dimd
- 2025 – Bur man laimi